# Wolfgang Thomas Hansen
Wolfgang Thomas Hansen, född 22 mars 1864 i Köpenhamn, död där 20 januari 1918, var en dansk pianist.
Hansen studerade först juridik, men avbröt dessa studier, var en kort tid skådespelare på Dagmarteatret och inriktade sig därefter med energi på pianospel under C.F.E. Horneman. Åren 1888–89 studerade han i Berlin under Hans Bischoff och framträdde offentlig där och i Dresden. Efter sin hemkomst anställdes han som lärare vid Det Kongelige Danske Musikkonservatorium och höll under lång följd av år de av honom stiftade filharmoniska soaréerna för kammarmusik. Ett häfte pianostycken och ett häfte pedalstudier föreligger från hans hand.